# Hulk (videojuego)
Hulk es una secuela en forma de videojuego basado en la película de 2003 del mismo nombre. Fue desarrollado por Radical Entertainment y publicado por Vivendi Universal Games y Universal Interactive. Una firma característica es que Eric Bana retoma su papel de Bruce Banner.

## Trama
Ubicado 8 años después de la película (como se indica cuando Bruce Banner afirma que su tiempo en Sudamérica fue como unas vacaciones, como es visto al final de la película) el juego comienza en un sueño donde un hombre llamado Bruce Banner se transforma en un monstruo grande y poderoso apodado Hulk y destruye las oleadas de soldados y tanques enviados por el ejército para atacarlo. Al despertar, Bruce Banner es contactado por su viejo mentor el Dr. Crawford quien explica que él ha desarrollado una cura para Hulk llamada Órbita Gamma. Desafortunadamente, las tropas militares lideradas por el corrupto General John Ryker han invadido el laboratorio.
Bruce Banner se cuela en el laboratorio y descubre que el General Ryker quiere obtener la Órbita Gamma. Tras alcanzar al Dr. Crawford, Bruce permite que su antiguo mentor utilice la Órbita Gamma en él, pero Crawford la utiliza para hacer una especie de demo de Hulk (lo máximo que se puede hacer con el poder de Hulk robado). Crawford toca la Órbita y absorbe una parte del poder de Bruce Banner transformándose en una criatura como Hulk llamada Ravage. Simultáneamente, Banner se transforma en Hulk.
Luego de una persecución de Ravage por los tejados y a través de las alcantarillas con las fuerzas de Ryker en persecución, Hulk se encuentra en un punto muerto, donde es emboscado por el vampiro Media Vida. Hulk vence a Media Vida que explica que Ravage ha llevado la Órbita a Alcatraz pero matará a un rehén si Hulk es detectado.
Bruce se infiltra en Alcatraz que ha sido secretamente ocupada por el Líder y su ejército privado. Bruce desactiva el dispositivo de detección de Gamma utilizando un terminal de seguridad que muestra escenas en vivo de una cámara Gamma utilizada para mutar a los secuaces del Líder en super soldados irradiados en Gamma. También muestra al psicótico hermano del Líder el Loco llevando a la rehén Betty Ross a la cámara de irradiación después de que le ordenó una misteriosa voz para "disponer" de ella cuando rechaza ayudarles en sus planes.
Ver a Betty en apuros hace que Bruce se transforme en Hulk diezmando a las instalaciones de investigación y derrotando al Loco después de desactivar la cámara de irradiación. Betty le dice al Hulk que ha sido expuesta a la radiación Gamma y debe ser llevada a la base militar Gamma.
Hulk lleva a Betty a la base, pero es incapacitado por un campo de fuerza. Bruce es sedado y atado a una mesa de operaciones donde el General Ryker planea diseccionarlo. Betty libera a Bruce, quien (disfrazado de soldado) formula un antídoto, transformándose en Hulk y luchando contra los militares al tratar de encontrar y destruir el generador del escudo. Hulk encuentra el generador, pero es confrontado por Flujo, un soldado parecido a Hulk. Hulk derrota a Flujo y lo lanza hacia el generador, destruyéndolo.
Hulk escapa y vuelve a Alcatraz. Después de luchar a través de las fuerzas del Líder como Hulk y Bruce Banner, Hulk finalmente se enfrenta a Ravage, que estaba custodiando el dispositivo de teleporte del Líder. Ravage es derrotado y regresa a la forma del Dr. Crawford. Crawford le informa a Bruce que la Órbita Gamma está en el centro de control del Líder (llamado Nuevo Dominio) y Bruce se teleporta al mismo. Después de haber sido emboscado por Media Vida y el Loco, Bruce una vez más se transforma en Hulk y se enfrenta a ellos. El Loco escapa en medio de la pelea, dejando a Media Vida combatiendo a Hulk solo. Después de vencer a Media Vida, Hulk finalmente se enfrenta al Líder.
El Líder utiliza la Órbita para evitar que la adrenalina de Banner desate al Hulk, pero con el fin de salvar a la humanidad del ejército Gamma del Líder, Bruce sacrifica la suya, y después de tocar la Órbita desata al Hulk, que acaba con el Líder a pesar de sus poderosos ataques psíquicos. Como el Nuevo Dominio empieza a derrumbarse, el Líder escapa al teletransportarse a sí mismo. Hulk logra llegar a la cámara de teletransporte, pero se encuentra con una pelea final con el Loco. Después de derrotar al Loco, Hulk se teletransporta y se escapa.
El final muestra al Dr. Crawford intentando (sin éxito) crear otra Órbita Gamma, el General Ryker experimentando en Flujo, y Bruce Banner caminando junto a una autopista tratando de pedir aventón a su casa. La sombra de Banner era la de Hulk.

## Recepción
El juego recibió críticas favorables sobre el lanzamiento. IGN clasificó a Hulk con un 8/10. Ellos gustaron de las misiones "divertidas" de Hulk pero criticaron las misiones de Banner por ser demasiado largas y difíciles.

## Sonido
La música del juego fue compuesta y arreglada por Graig Robertson. La actuación de voz fue dirigida por Michael Donovan, Terry Klassen y Phillip Webster. Los actores de voz confirmados son Eric Bana como el Doctor Bruce Banner y Michael Dobson como el Líder. El resto del elenco de voces (cuyos papeles no están especificados en los créditos) consiste en Katie Bennison, Michael Donovan, Paul Dobson, Jano Frandson, Doc Harris, Michael Hovan, David Kaye, Dion Luther, Murray McCarron, Wendy Nakano, Graig Robertson, Jason Simpson, Robert O. Smith y Lee Tockar.